# Sphiggurus insidiosus
Sphiggurus insidiosus е вид бозайник от семейство Дървесни бодливи свинчета (Erethizontidae).

## Разпространение
Видът е разпространен в Бразилия.